# Lisa Marie Presleyová
Lisa Marie Presleyová (nepřechýleně Presley; 1. února 1968 Memphis, Tennessee – 12. ledna 2023 Los Angeles, Kalifornie) byla americká popová zpěvačka a textařka, dcera zpěváka Elvise Presleyho a herečky Priscilly Presleyové.

## Diskografie

### Studiová alba
- To Whom It May Concern (2003)
- Now What (2005)
- Storm & Grace (2012)

### Singly
- „Lights Out“ (2003)
- „Sinking In“ (2003)
- „Dirty Laundry“ (2005)
- „Idiot“ (2005)
- „In the Ghetto“ (2007)
- „You Ain't Seen Nothing Yet“ (2012)

## Osobní život
Byla čtyřikrát rozvedená. Od 3. října 1988 byl jejím manželem hudebník a herec Danny Keough, se kterým se rozvedla v roce 1994. Z toho manželství mají 2 děti, dceru Daniellu Riley Keough (* 29. května 1989) a syna Benjamina Storma Keougha (21. října 1992 – 12. červenec 2020). Jejím druhým manželem byl americký popový zpěvák Michael Jackson. Svatba proběhla 26. května 1994 v Dominikánské republice. Tento pár se oficiálně rozvedl 20. srpna 1996. Kvůli slávě Jacksona byl jejich vztah stále probírán v bulváru. Dalším jejím manželem se stal 10. srpna 2002 herec Nicolas Cage, se kterým se 16. května 2004 rozvedla. Jejím posledním manželem byl od 22. ledna 2006 Michael Lockwood, se kterým měla dvojčata Harper Vivienne Ann a Finley Aaron Love (* 7. října 2008).

## Smrt
Dne 12. ledna 2023 utrpěla Presleyová ve svém domě v Kalifornii zástavu srdce. Srdce se po resuscitaci podařilo lékařům cestou do nemocnice znovu nastartovat. Presleyová zemřela později téhož dne ve věku 54 let, tři týdny před svými 55. narozeninami. Její poslední veřejné vystoupení se uskutečnilo 10. ledna 2023 na 80. ročníku udílení Zlatých glóbů, kterého se zúčastnila se svou matkou Priscillou Presleyovou.
Je pohřbena po boku svého otce na zahradě venkovského sídla Graceland v Memphisu.